# Liste der Monuments historiques in Brussey
Die Liste der Monuments historiques in Brussey führt die Monuments historiques in der französischen Gemeinde Brussey auf.

## Liste der Objekte
| Bezeichnung       | Beschreibung | Standort                        | Kennzeichnung | Schutzstatus | Datum | Bild |
| ----------------- | --- | ------------------------------- | ------------- | ------------ | ----- | ---- |
| Kelch und Patene  | Silber, Metall, vergoldet, 18. Jahrhundert | in der Kirche St-Maurice (Lage) | PM70002328    | Inscrit      | 1980  |      |
| Kanzel            | Stuck, farbig gefasst und vergoldet, Ende des 18. Jahrhunderts                                                                                          | in der Kirche St-Maurice (Lage) | PM70003669    | Inscrit      | 2006  |      |
| Zwei Beichtstühle | Holz, Ende des 18. Jahrhunderts | in der Kirche St-Maurice (Lage) | PM70003672    | Inscrit      | 2006  |      |
| Hauptaltar        | Altartisch, Tabernakel, Retabel und Gemälde; Stein, Stuck und Holz, farbig gefasst und vergoldet, sowie Ölfarbe auf Leinwand, Ende des 18. Jahrhunderts | in der Kirche St-Maurice (Lage) | PM70000192    | Inscrit      | 1972  |      |
| Kommunionbank     | Schmiedeeisen, 18. Jahrhundert | in der Kirche St-Maurice (Lage) | PM70000193    | Classé       | 1972  |      |
| Taufaltar         | Retabel und Relief; Stuck, farbig gefasst, 18. Jahrhundert                                                                                              | in der Kirche St-Maurice (Lage) | PM70000194    | Classé       | 1972  |      |
| Ziborium          | Silber, zwischen 1675 und 1685 | in der Kirche St-Maurice (Lage) | PM70000195    | Classé       | 1979  |      |
| Zwei Seitenaltäre | jeweils Altartisch, Retabel und Gemälde; Stein, Stuck und Holz, farbig gefasst und vergoldet, sowie Ölfarbe auf Leinwand, Ende des 18. Jahrhunderts     | in der Kirche St-Maurice (Lage) | PM70000196    | Classé       | 1979  |      |
| Abschrankung      | Schmiedeeisen, Ende des 18. Jahrhunderts | in der Kirche St-Maurice (Lage) | PM70003670    | Inscrit      | 2006  |      |
| Kruzifix          | Holz, farbig gefasst, Ende des 18. Jahrhunderts | in der Kirche St-Maurice (Lage) | PM70003671    | Inscrit      | 2006  |      |